# Dänische Badmintonmeisterschaft 1944
Die Dänische Badmintonmeisterschaft 1944 fand in Kopenhagen statt. Es war die 14. Austragung der nationalen Titelkämpfe im Badminton in Dänemark.

## Titelträger
| Disziplin    | Sieger                                     |
| ------------ | ------------------------------------------ |
| Herreneinzel | Tage Madsen, Skovshoved IF                 |
| Dameneinzel  | Agnete Friis, Amager BC                    |
| Herrendoppel | Tage Madsen Carl Frøhlke, Skovshoved IF    |
| Damendoppel  | Marie Ussing Jytte Thayssen, Skovshoved IF |
| Mixed        | Jan Schmidt Jytte Thayssen, Skovshoved IF  |